# Antelao
Monte Antelao (ladinsky Nantelou) je s 3264 m n. m. nejvyšší horou Cadorských Dolomit a celkově druhou nejvyšší horou Dolomit. Monte Antelao je za dobrého počasí dobře vidět z Rive v Terstu.
Nachází se na území obce Cadore (provincie Belluno), severovýchodně od údolí Boite a jižně od města Cortina d'Ampezzo. Jako nejvyšší vrchol východních Dolomit je hora Antelao pro Dolomity poněkud netypická. Zatímco jinde se nacházejí uzavřené masivy a náhorní plošiny, Antelao tvoří nápadnou izolovanou skalní pyramidu. Spolu s vrcholem Pelmo, který se tyčí na západě, tvoří vstupní bránu z údolí řeky Piava do údolí Valle del Boite.
Normální trasa (Stelle II) vede přes severní hřeben ze severní strany z údolí Valle d'Oten a sedla Forcella Piccola. Desky na severním hřebeni jsou nebezpečné, protože se na nich nachází škrapy, zejména za sněhu a náledí. 